# Desisa reseolata
Desisa reseolata är en skalbaggsart som beskrevs av Stefan von Breuning 1974. Desisa reseolata ingår i släktet Desisa och familjen långhorningar. Inga underarter finns listade i Catalogue of Life.